# Sébastien de Bourbon
 (avril 2024).
Pour les autres membres de la famille, voir Maison de Bourbon-Bragance.
Sébastien Gabriel de Bourbon, infant d'Espagne et de Portugal, est né à Rio de Janeiro, au Brésil, le 4 novembre 1811 et est mort à  Pau, en France, le 13 janvier 1875. Membre des familles royales d'Espagne et de Portugal, il oscille entre le soutien au carlisme et à l'isabelisme et participe à la Première Guerre carliste dans les rangs de l'armée de don Carlos avant de se rallier, en 1859, à la reine Isabelle II d'Espagne. 
L'infant Sébastien est l'ancêtre des lignées ducales espagnoles d'Hernani, d'Ansola, de Durcal et de Marchena.

## Famille

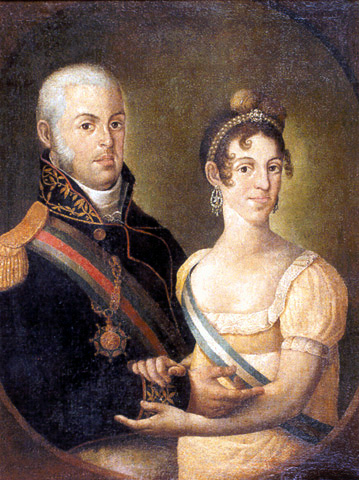
Le roi Jean VI de Portugal (1767-1826) et son épouse l'infante Charlotte d'Espagne (1775-1830) sont les grands-parents maternels de l'infant Sébastien.

L'infant Sébastien est le fils unique de l'infant Pierre-Charles d'Espagne et de Portugal (1786-1812) et de son épouse la princesse de Beira Thérèse de Portugal (1793-1874). Étroitement lié aux Bourbons d'Espagne et aux Bragances de Portugal, il est, à travers chacun de ses grands-parents, un descendant des rois Charles III d'Espagne (1716-1788) et Pierre III de Portugal (1717-1786).
Devenue veuve, la princesse de Beira épouse, en secondes noces, en 1838, le prince Don Carlos de Bourbon (1788-1855), ce qui fait de l'infant Sébastien le beau-fils du premier prétendant carliste à la couronne espagnole. 
Le 25 mai 1832, l'infant Sébastien épouse, à Madrid, la princesse Marie-Amélie de Bourbon-Siciles (1818-1857), huitième fille du roi François Ier des Deux-Siciles (1777-1830) et de son épouse l'infante Marie-Isabelle d'Espagne (1789-1848). Par ce mariage, l'infant devient alors le beau-frère du roi Ferdinand VII d'Espagne (1784-1833) et l'oncle maternel de la reine Isabelle II d'Espagne (1830-1904). Mais il devient également le beau-frère du deuxième prétendant carliste Charles de Bourbon (1818-1861), qui était déjà son cousin germain.
Devenu veuf à son tour, en 1860, le prince Sébastien épouse, en secondes noces, l'infante Marie-Christine d'Espagne (1833-1902), sœur du roi consort François d'Espagne (1822-1902) et belle-sœur de la reine Isabelle II. 
Du mariage de Sébastien et de Marie-Christine naissent cinq enfants, qui ne bénéficièrent jamais de la condition d'infants et se marièrent en dehors des familles souveraines :
- François (1861-1923), duc de Marchena, qui épouse Maria del Pilar de Muguiro y Beruete, duchesse de Villafranca ; Il avait trois filles ;
- Pierre d'Alcantara (1862-1892), duc de Durcal, qui épouse Maria de la Caridad de Madán y Uriondo (nièce du général Ramon de Madán, marquis de Arucas) ; Il avait trois enfants, deux filles et Fernando Sebastian de Bourbon et Madan (1891-1944), deuxième duc de Durcal, marié, qui eut deux filles ;
- Louis (1864-1889), duc d'Ansola, qui épouse Maria Anna Bernaldo de Quiros, marquise  d'Atarfe ; Il avait deux fils, Louis et Manfred, deuxième et troisième ducs d'Ansola, sans descendance légitime ;
- Alphonse (1866-1934) ; sans postérité ;
- Gabriel (1869-1889); était sourd de naissance, et mourut sans postérité.

## Biographie

### Enfance

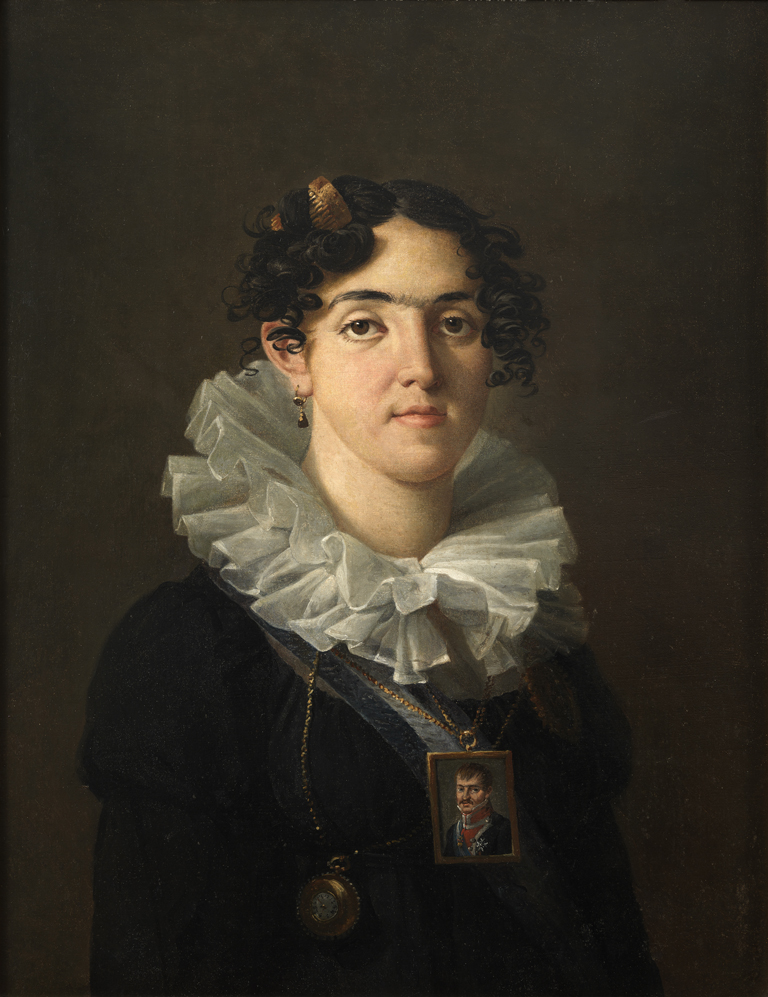
La princesse de Beira, vers 1817.

L'infant Sébastien naît au Brésil, où la dynastie des Bragance a trouvé refuge en 1807, après l'invasion du Portugal par les troupes napoléoniennes. Étroitement lié à la famille royale, le prince est, par son père, le petit-fils de la reine Marie Ire de Portugal (1734-1816), qui ne règne plus que nominalement depuis qu'elle a sombré dans la folie en 1791. Par sa mère, Sébastien est par ailleurs le petit-fils du futur Jean VI de Portugal (1767-1826), qui n'est alors que le régent du Royaume-Uni du Portugal, du Brésil et de l'Algarve. Titré à sa naissance infant de Portugal et du Brésil, le prince Sébastien se voit en outre reconnaître la qualité d'infant d'Espagne par son grand-oncle maternel, le roi Ferdinand VII d'Espagne, en 1824.
Le retour de la famille royale de Portugal en Europe débute en 1814 mais l'infant Sébastien et sa mère, la princesse de Beira, poursuivent leur vie au Brésil jusqu'en 1821. À cette date, la famille s'installe à Madrid où Thérèse de Portugal réclame et obtient, pour son fils, l'héritage de l'infant Pierre-Charles de Bourbon.

### Sous le règne de Ferdinand VII
En 1816, le roi Ferdinand VII d'Espagne et son frère cadet, l'infant Charles, épousent deux tantes maternelles de l'infant Sébastien, les princesses Marie-Isabelle et Françoise de Portugal, ce qui renforce la position de la princesse de Beira et de son fils à la Cour. Cependant, en 1818, le roi perd son épouse et se remarie peu de temps après. À nouveau veuf en 1829, Ferdinand VII se remarie à la princesse Marie-Christine des Deux-Siciles, qui ne tarde pas à lui donner deux filles, alors qu'il était jusque-là sans enfant. Or, avec la naissance des princesses, les relations entre les membres de la famille royale espagnole se compliquent. De fait, la loi salique, instaurée par Philippe V d'Espagne au début du XVIIIe siècle, est abolie et l'infant Charles perd son statut d'héritier du trône au profit de la future Isabelle II.
En dépit de ces bouleversements, les liens de Sébastien avec le roi Ferdinand VII se compliquent encore. En 1832, le prince épouse en effet une belle-sœur du monarque, la princesse Marie-Amélie des Deux-Siciles, ce qui fait de lui l'oncle maternel de l'héritière du trône.

### Participation au mouvement carliste

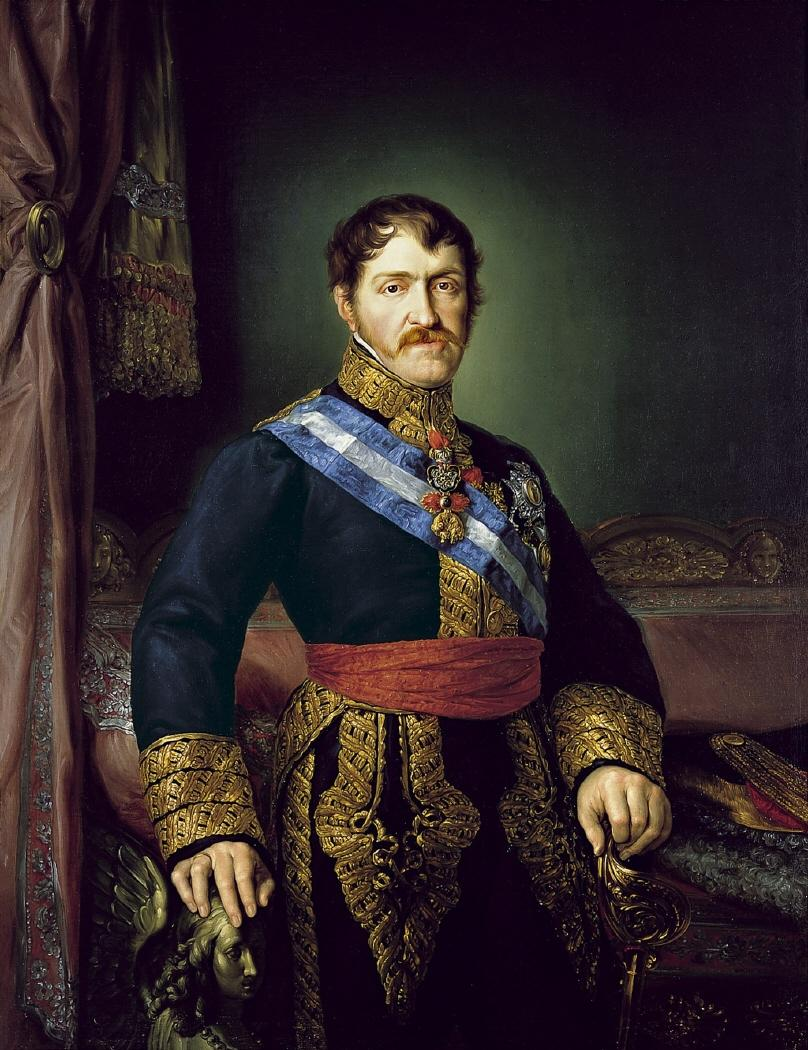
Le prétendant carliste Charles de Bourbon.

Peu avant la mort du roi Ferdinand VII, en mars 1833, les membres de la famille royale espagnole qui refusent de reconnaître l'abrogation de la loi salique s'exilent au Portugal, qui est frappé, depuis 1826, par une guerre civile opposant les partisans de deux branches de la famille royale (les miguelistes, qui rappellent les carlistes espagnols, et les partisans de la reine Marie II, similaires aux fidèles d'Isabelle II). Contrairement à sa mère, qui soutient avec véhémence la cause carliste et qui quitte donc Madrid, l'infant Sébastien accepte, avec son épouse, de reconnaître la petite Isabelle comme héritière du trône.
Le 29 septembre 1833 s'éteint le roi Ferdinand VII et sa veuve, la reine douairière Marie-Christine, est proclamée régente. Immédiatement, l'infant Charles s'auto-proclame souverain légitime et la Première Guerre carliste éclate. Sous la pression de sa mère, qui le soumet à un intense chantage affectif, l'infant Sébastien quitte Madrid sous un prétexte et se rend à Barcelone, d'où il gagne bientôt le royaume des Deux-Siciles.
En octobre-novembre 1836, l'infant Sébastien revient en Espagne et participe, sans succès, au second siège de Bilbao. Puis, le 30 décembre suivant, il est nommé par le prétendant général en chef de l'Armée carliste. À ce poste, il connaît une importante victoire lors de la bataille d'Oriamendi (es), durant laquelle les carlistes défont les libéraux et leurs alliés britanniques, commandés par le général George de Lacy Evans (16 mars 1837). L'infant prend ensuite la direction de l'Expédition royale mais échoue à prendre Madrid et doit regagner le Nord de l'Espagne.

### Exclusion de la couronne et exil
Le 15 janvier 1837, le prince Sébastien est déchu, par les Cortes espagnoles, de ses droits successoraux pour avoir rejoint la rébellion carliste. Il perd alors son titre d'infant et ses propriétés sont confisquées. Dans les mêmes moments, et pour les mêmes raisons, il perd également son statut d'infant de Portugal. 
Pourtant, l'infant ne se soucie d'abord guère de sa déchéance. Dans les mêmes moments se trame, en effet, le remariage de la princesse de Beira avec le prétendant Charles. L'union, qui consolide la place de Sébastien à l'intérieur du mouvement traditionaliste, est célébrée en 1838 dans la ville navarraise d'Azkoitia. Puis, en 1839, c'est au tour d'une belle-sœur de Sébastien, la princesse Marie-Caroline des Deux-Siciles, d'épouser le fils aîné du prétendant.
Devant l'échec de la Première guerre carliste, qui s'achève définitivement en 1840, Sébastien et son épouse repartent en exil dans le royaume des Deux-Siciles et s'installent durant plusieurs années à la Cour de Naples.

### Retour en Espagne et réintégration dans la famille royale
Devenu veuf en 1857, l'infant abandonne la cause carliste et décide de revenir vivre en Espagne. Il écrit alors à sa nièce, la reine Isabelle II, pour lui demander son pardon, qui finit par lui être accordé. Malgré les protestations de sa mère, qui voit dans son geste une trahison, le prince quitte donc l'Italie et est pleinement rétabli dans ses droits et ses titres en 1859. 
Afin de marquer sa réintégration dans la famille royale espagnole, l'infant Sébastien épouse une belle-sœur de la reine Isabelle, l'infante Marie-Christine de Bourbon (1833-1902), fille de l'infant François de Paule. Mais, contrairement aux apparences, l'union est loin d'être prestigieuse. La princesse est en effet atteinte d'un lourd handicap mental et elle est surnommée « l'infante idiote » par la population espagnole. Après leur mariage, Marie-Christine donne le jour à plusieurs enfants, qui sont également déficients intellectuels et qui vont être mariés dans la simple aristocratie espagnole afin d'être exclus de la succession au trône.

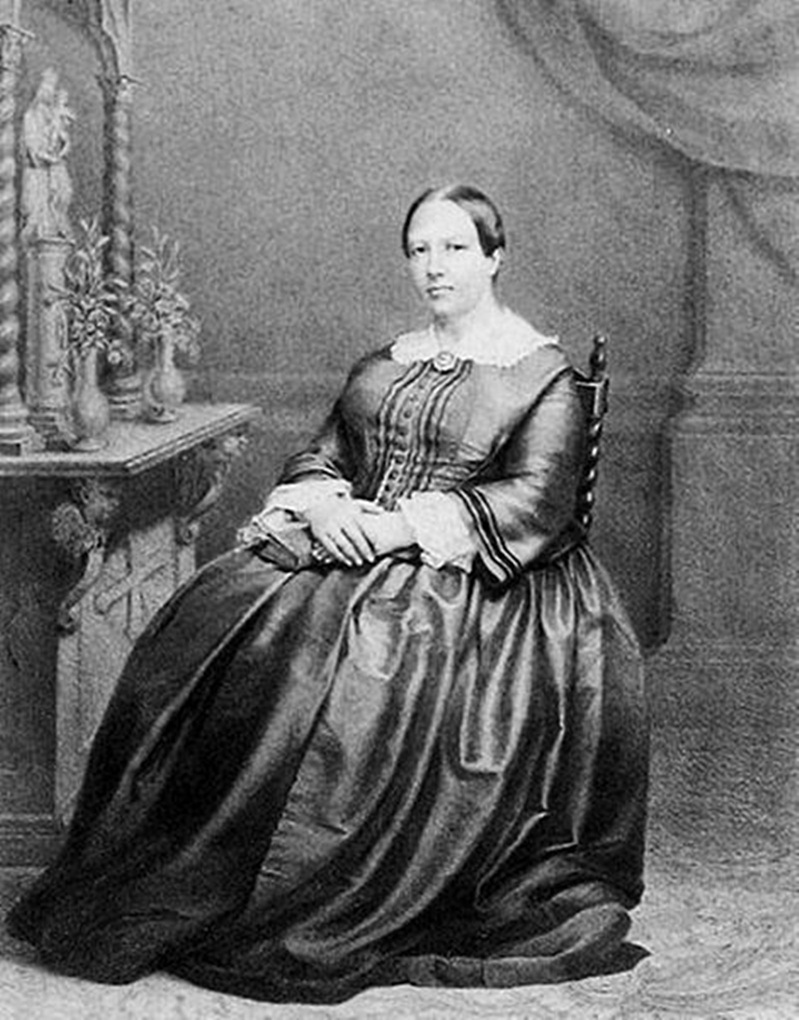
Marie-Amélie, princesse des Deux-Siciles
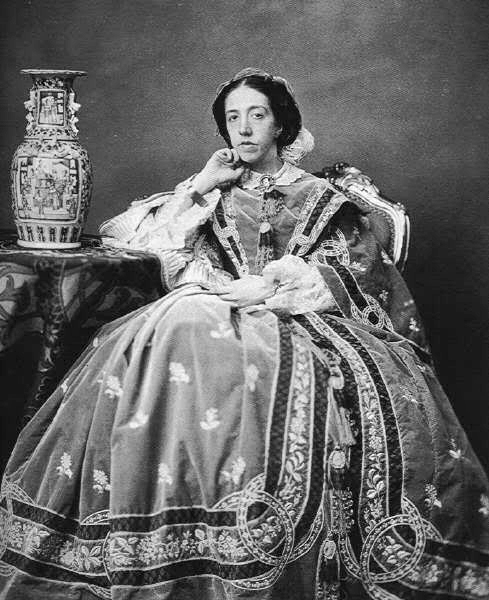
Marie-Christine, infante d'Espagne
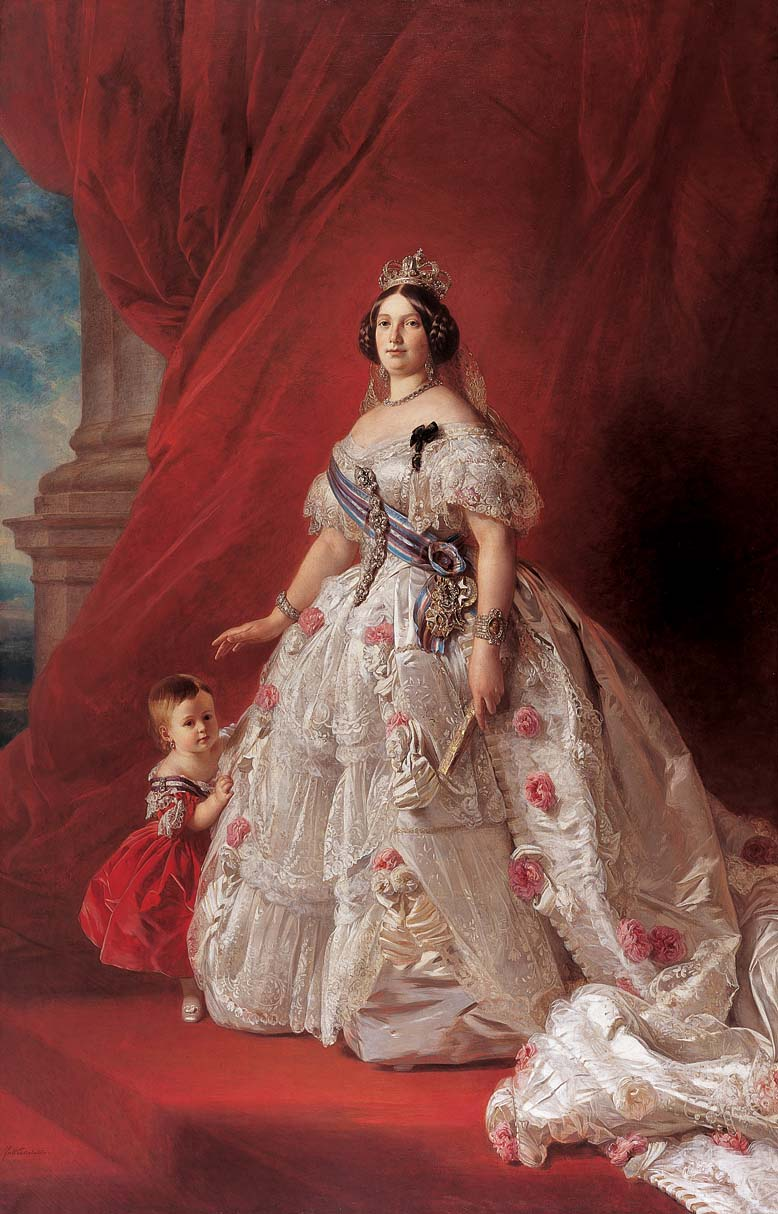
Isabelle II, reine d'Espagne

### Nouvel exil
Pendant un peu moins de dix ans, l'infant Sébastien et sa famille vivent aux côtés de la famille royale espagnole. Mais, en 1868, la reine Isabelle II est renversée et le prince choisit d'accompagner la souveraine en exil. Il s'installe alors en France avec sa famille et apporte son soutien au jeune Alphonse XII, après que sa mère a abdiqué en sa faveur en 1873.
La mort de la princesse de Beira en 1874 mine la santé de Sébastien, qui a longtemps cherché à réconcilier les deux branches de sa famille. Il meurt, peu de temps après, au début de l'année 1875.